# سایمون هانکین
سایمون هانکین (انگلیسی: Simone Hankin؛ زادهٔ ۲۸ فوریهٔ ۱۹۷۳) بازیکن واترپلو زن اهل استرالیا بود.